# سي منخفض صغير

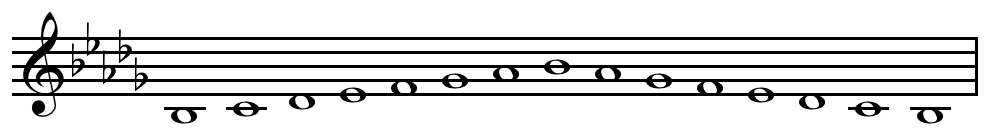
سلم سي منخفض الصغير صعوداً وهبوطاً

سي منخفض صغير (B-flat minor) هو سلم موسيقي صغير يتألف من الدرجات الموسيقية سي المنخفضة ♭B، دو C، ري المنخفضة ♭D، مي المنخفضة ♭E، فا F، صول المنخفضة ♭G،، لا المنخفضة ♭A، وينتهي بمفتاح سي المنخفضة ♭B، وذلك على الترتيب التالي من اليسار إلى اليمين:
♭B♭, C, D♭, E♭, F, G♭, A♭, B
يحوي سلم سي منخفض الصغير على خمس إشارات خفض، واحدة على السي وواحدة على الري وواحدة على المي وواحدة على الصول وواحدة على اللا. إن السلم الصغير المتناغم معه يكون عن طريق رفع ♭A إلى ♮A.
إن المفتاح الموسيقي القريب له على السلم الكبير هو ري منخفض كبير، أما المفتاح الموسيقى الموازي فهو سي منخفض كبير.